# Gonomyia (Leiponeura) ophion
Gonomyia (Leiponeura) ophion is een tweevleugelige uit de familie steltmuggen (Limoniidae). De soort komt voor in het Australaziatisch gebied.